# Temps propi

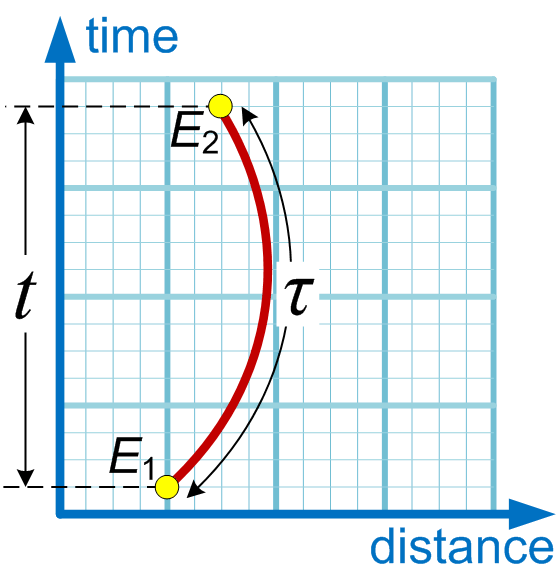
La línia vertical blau fosc representa un observador inercial que mesura un interval de temps de coordenades t entre els esdeveniments E _{1} i E _{2}. La corba vermella representa un rellotge que mesura el seu interval de temps adequat τ entre els mateixos dos esdeveniments.

En relativitat, el temps propi al llarg d'una línia del món semblant al temps es defineix com el temps mesurat per un rellotge que segueix aquesta línia. L'interval de temps adequat entre dos esdeveniments en una línia del món és el canvi en el temps propi, que és independent de les coordenades, i és un escalar de Lorentz. L'interval és la quantitat d'interès, ja que el temps propi es fixa només fins a una constant additiva arbitrària, és a dir, l'ajust del rellotge en algun esdeveniment al llarg de la línia del món.
L'interval de temps adequat entre dos esdeveniments depèn no només dels esdeveniments, sinó també de la línia mundial que els connecta i, per tant, del moviment del rellotge entre els esdeveniments. S'expressa com una integral sobre la línia mundial (anàloga a la longitud de l'arc a l'espai euclidià ). Un rellotge accelerat mesurarà un temps transcorregut més petit entre dos esdeveniments que el mesurat per un rellotge no accelerat (inercial) entre els mateixos dos esdeveniments. La paradoxa dels bessons és un exemple d'aquest efecte.
Per convenció, el temps propi es representa normalment amb la lletra grega τ(tau) per distingir-lo del temps coordenat representat per t. El temps de coordenades és el temps entre dos esdeveniments mesurat per un observador mitjançant el mètode propi d'aquest observador per assignar un temps a un esdeveniment. En el cas especial d'un observador inercial en relativitat especial, el temps es mesura utilitzant el rellotge de l'observador i la definició de simultaneïtat de l'observador.
El concepte de temps propi va ser introduït per Hermann Minkowski el 1908, i és una característica important dels diagrames de Minkowski.

## Formalisme matemàtic
La definició formal del temps propi implica descriure el camí a través de l'espai-temps que representa un rellotge, observador o partícula de prova, i l'estructura mètrica d'aquest espai-temps. El temps propi és la longitud de l'arc pseudo-riemannià de les línies del món en l'espai-temps de quatre dimensions. Des del punt de vista matemàtic, se suposa que el temps de coordenades està predefinit i cal una expressió per al temps adequat en funció del temps de coordenades. D'altra banda, el temps propi es mesura experimentalment i el temps de coordenades es calcula a partir del temps propi dels rellotges inercials.
El temps adequat només es pot definir per a camins semblants al temps a través de l'espai-temps que permeten la construcció d'un conjunt acompanyant de regles i rellotges físics. El mateix formalisme per a camins espacials condueix a una mesura de la distància adequada en lloc del temps adequat. Per a camins semblants a la llum, no existeix cap concepte de temps propi i no està definit ja que l'interval espai-temps és zero. En canvi, s'ha d'introduir un paràmetre afí arbitrari i físicament irrellevant no relacionat amb el temps.

### En relativitat especial
Amb la convenció de temps per a la signatura mètrica, la mètrica de Minkowski es defineix per {\displaystyle \eta _{\mu \nu }={\begin{pmatrix}1&0&0&0\\0&-1&0&0\\0&0&-1&0\\0&0&0&-1\end{pmatrix}},} i les coordenades per {\displaystyle (x^{0},x^{1},x^{2},x^{3})=(ct,x,y,z)} per a fotogrames de Lorentz arbitraris.

### En la relativitat general
El temps propi es defineix en la relativitat general de la següent manera: donada una varietat pseudo-riemanniana amb coordenades locals xμ i equipada amb un tensor mètric gμν, l'interval de temps propi Δτ entre dos esdeveniments al llarg d'un camí temporal P ve donat per la línia integral

| {\displaystyle \Delta \tau =\int _{P}\,d\tau =\int _{P}{\frac {1}{c}}{\sqrt {g_{\mu \nu }\;dx^{\mu }\;dx^{\nu }}}.} | \| \| \| \| \| \| \| \| | (4) |
| |                         |     |
| |                         |     |
Aquesta expressió és, com hauria de ser, invariant sota canvis de coordenades. Es redueix (en les coordenades adequades) a l'expressió de la relativitat especial en l'espai-temps pla.

## Exemples en relativitat especial

### Exemple 1: la "paradoxa" bessona
Per a un escenari de paradoxa de bessons, hi hagi un observador A que es mou entre les coordenades A (0,0,0,0) i (10 anys, 0, 0, 0) de manera inercial. Això vol dir que A es queda a {\displaystyle x=y=z=0} durant 10 anys de temps de coordenada A. L'interval de temps adequat per a A entre els dos esdeveniments és llavors {\displaystyle \Delta \tau _{A}={\sqrt {(10{\text{ anys}})^{2}}}=10{\text{ anys}}.}Per tant, estar "en repòs" en un sistema de coordenades de relativitat especial significa que el temps adequat i el temps de coordenades són el mateix.
Sigui ara un altre observador B que viatgi en la direcció x des de (0,0,0,0) durant 5 anys de temps de coordenades A a 0,866 c fins a (5 anys, 4,33 anys llum, 0, 0). Un cop allà, B s'accelera i viatja en l'altra direcció espacial durant 5 anys més de temps de coordenada A fins a (10 anys, 0, 0, 0). Per a cada tram del viatge, l'interval de temps adequat es pot calcular mitjançant les coordenades A, i ve donat per {\displaystyle \Delta \tau _{leg}={\sqrt {({\text{5 anys}})^{2}-({\text{4.33 anys}})^{2}}}={\sqrt {6.25\;\mathrm {anys} ^{2}}}={\text{2.5 anys}}.}Així, el temps total propi perquè l'observador B passi de (0,0,0,0) a (5 anys, 4,33 anys llum, 0, 0) i després a (10 anys, 0, 0, 0) és {\displaystyle \Delta \tau _{B}=2\Delta \tau _{leg}={\text{5 anys}}.}Així, es demostra que l'equació de temps adequada incorpora l'efecte de dilatació del temps. De fet, per a un objecte en un espai-temps SR (relativitat especial) que viatja amb velocitat {\displaystyle v} durant un temps {\displaystyle \Delta T}, l'interval de temps adequat experimentat és {\displaystyle \Delta \tau ={\sqrt {\Delta T^{2}-\left({\frac {v_{x}\Delta T}{c}}\right)^{2}-\left({\frac {v_{y}\Delta T}{c}}\right)^{2}-\left({\frac {v_{z}\Delta T}{c}}\right)^{2}}}=\Delta T{\sqrt {1-{\frac {v^{2}}{c^{2}}}}},} que és la fórmula de dilatació del temps SR.